# Narew (Powiat Hajnowski)
Narew (litauisch Narevas; belarussisch Нараў) ist eine ehemalige Stadt im Powiat Hajnowski der Woiwodschaft Podlachien in Polen. Es ist Sitz der gleichnamigen Landgemeinde mit 3417 Einwohnern (Stand 31. Dezember 2020).
Narew ist Sitz von Pronar, ein Hersteller von Anhängern, Landmaschinen und Recyclinganlagen, der zwischen 1992 und 2018 eigene Traktoren produzierte.

## Geographie

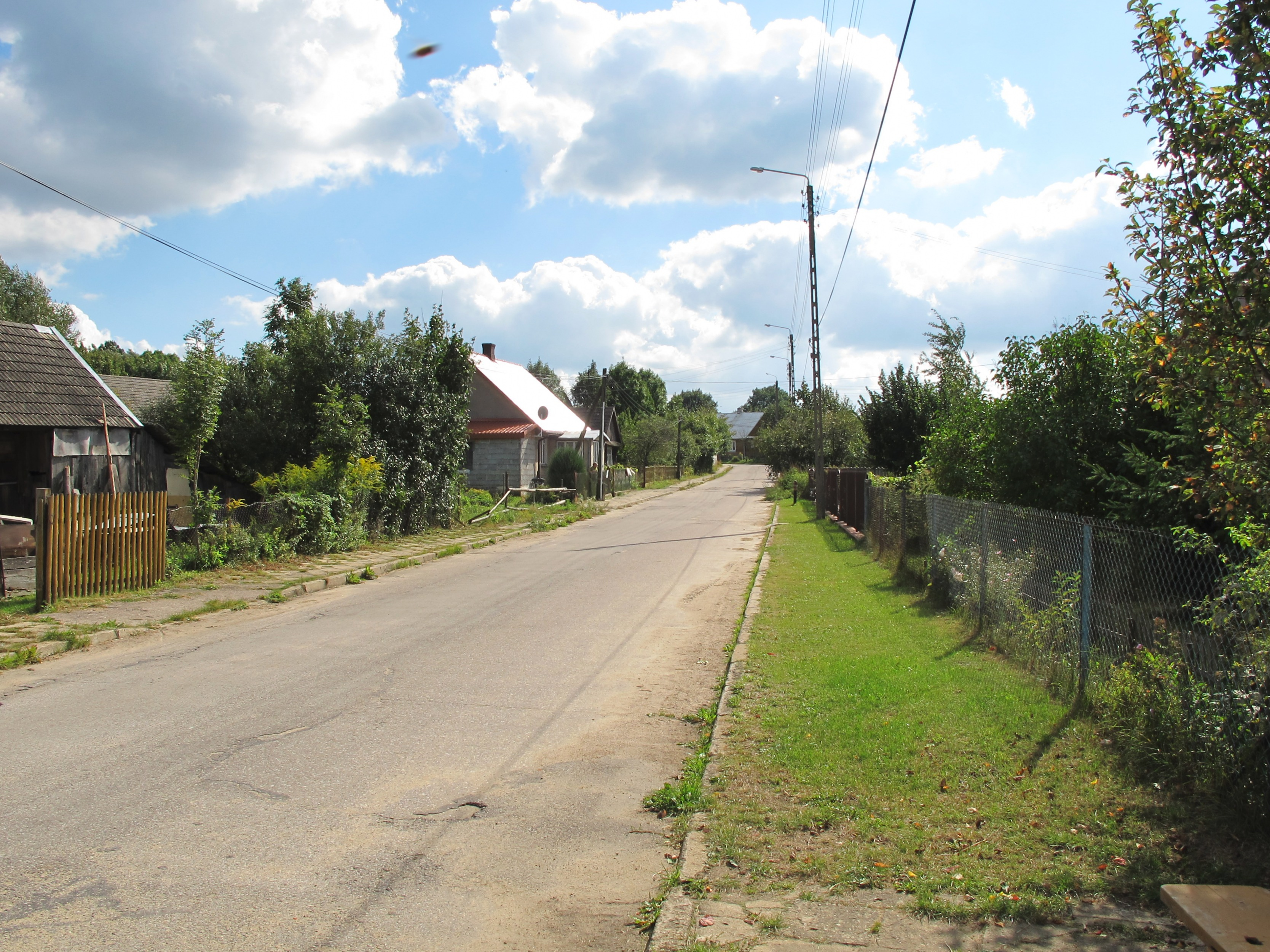
Straße in Narew

Der Ort liegt auf dem Südufer des Flusses Narew, etwa 15 Kilometer nördlich der Kreisstadt Hajnówka. Die Grenze zu Belarus liegt etwa 25 Kilometer östlich.

## Geschichte
Narew erhielt 1514 die Stadtrechte. Sie wurden 1934 entzogen. Die Landgemeinde besteht seit 1973, ihre Vorgänger bestanden von 1919 bis 1934 (ohne die Stadtgemeinde) und von 1934 bis 1954. Sie gehörte von 1975 bis 1998 zur Woiwodschaft Białystok.

## Gemeinde
Zur Landgemeinde (gmina wiejska) Narew gehören das Dorf selbst und 36 weitere Dörfer mit Schulzenämtern.